# Je suis une légende (roman)
Pour les articles homonymes, voir Je suis une légende.
Je suis une légende (I Am Legend) est un roman de science-fiction de l'auteur américain Richard Matheson paru en 1954 et adapté en 1964, 1971 et 2007 au cinéma.
Le roman relate le destin tragique du dernier homme sur Terre, seul être humain à ne pas avoir subi les conséquences d'une pandémie ayant inexorablement transformé les victimes infectées en créatures présentant des caractéristiques attribuables à la fois aux vampires et aux morts-vivants, ce dernier terme étant utilisé par le protagoniste alors qu'il s'interroge sur les motivations de son voisin, Ben Cortman, qui assiège quotidiennement la maison dans laquelle le héros vit retranché pendant la nuit.

## Résumé
Robert Neville est le dernier survivant d'une pandémie, contre laquelle il est immunisé, à la suite d'une morsure de chauve-souris. Cette épidémie est causée par un bacille qui transforma les gens en êtres décharnés et cannibales, trop sensibles aux UV pour survivre à la lumière du soleil. Neville tient tête, depuis trois ans, à cette nouvelle espèce parmi laquelle se trouvent ses anciens amis et voisins devenus des vampires nocturnes et sauvages. Il vit dans une maison barricadée, fortifiée contre les attaques nocturnes, ne sort que pendant la journée pour partir à la recherche de produits de première nécessité, puis se retire chez lui à la tombée de la nuit pour survivre. Neville rêve souvent de la mort de sa femme et de sa fille. Il se réveille ainsi, chaque matin, dans un climat d'horreur, étouffé par la solitude et les remords.

## Personnages
- Robert Neville : c'était, avant la catastrophe, un homme ordinaire que rien n'avait préparé à cette épreuve. Il a été soldat au Panama pendant une guerre imaginée pour les besoins du roman, où il a été mordu par une chauve-souris vampire qui l'a immunisé contre le bacille. Ayant vu tous ses proches mourir ou se changer en vampires, il doit se protéger d'eux. La nuit, il se barricade dans sa maison. Le jour, il profite de l'inertie des vampires pour les tuer. En raison de sa solitude, c'est un homme torturé qui noie son chagrin dans l'alcool et se laisse aller au désespoir, mais c'est aussi un homme rationnel qui cherche à comprendre scientifiquement ce qui se passe, bien qu'il n'ait aucune formation préalable le prédisposant à cette tâche.
- Virginia Neville : la femme de Robert Neville. Elle est morte de la maladie. N'ayant pu se résoudre à brûler son corps, comme le préconisaient les autorités, il l'a vue revenir sous forme d'un vampire et l'a tuée d'un coup de pieu. Il conserve religieusement son corps dans un cercueil, mais celui-ci finit par être volé.
- Kathy Neville : la fille de Robert et de Virginia Neville. Elle est morte de la maladie et son corps a été brûlé.
- Ben Cortman : ancien collègue et voisin des Neville. Depuis qu'il est devenu vampire, il assiège toutes les nuits la maison de Neville, qui développe envers lui une relation d'attraction-répulsion. Juif, il est indifférent à la vue d'une croix... mais se trouble à celle d'une Torah.
- Ruth : jeune femme mystérieuse que Neville rencontre un jour. Apparemment, elle est une humaine normale. En fait, elle est un agent vampire immunisé par un traitement la protégeant de la lumière et ayant pour mission de tuer le dernier homme, devenu aux yeux de ses semblables un monstre de légende qui les persécute et les terrorise. Mais, malgré la haine qui la motive (son mari fait partie des victimes de Neville), elle est tombée amoureuse (inversant en cela l'image de la femme humaine tentée par le vampire).

## Adaptations au cinéma
- 1964 : Je suis une légende (The Last Man on Earth) avec Vincent Price.
- 1971 : Le Survivant (The Omega Man), avec Charlton Heston et Anthony Zerbe.
- 2007 : Je suis une légende (I Am Legend), film américain de Francis Lawrence avec Will Smith.

## Classique de la science-fiction
Ce roman, devenu un classique de la science-fiction, est signalé comme tel dans les ouvrages de référence suivants :
- Annick Beguin, Les 100 principaux titres de la science-fiction, Cosmos 2000, 1981 ;
- Jacques Sadoul, Anthologie de la littérature de science-fiction, Ramsay, 1981 ;
- La Bibliothèque idéale de la SF, Albin Michel, (1988) ;
- Lorris Murail, Les Maîtres de la science-fiction, Bordas, coll. « Compacts », 1993 ;
- Stan Barets, Le Science-Fictionnaire, Denoël, coll. « Présence du futur », 1994 ;
- Bibliothèque idéale du webzine Cafard cosmique.
- Francis Valéry, Passeport pour les étoiles, Denoël, coll. Folio SF, 2002.

## Critiques spécialisées
- .Jacques Sadoul, Histoire de la science-fiction moderne. 1911-1984, Robert Laffont, Coll. « Ailleurs et Demain / Essais », 1984 : « Avec I Am Legend, Richard Matheson nous offre en 1954 un roman très original qui traite en pure science-fiction un des thèmes archiclassiques du fantastique, le vampirisme[2]. »
- Lorris Murail, La Science-Fiction, Larousse, Coll. « Guide Totem », 1999 : « Le point de vue scientifique est risible mais le roman fonctionne à merveille. Un classique[3]. »
- Vincent Chenille, Marie Dollé, Denis Mellier, Richard Matheson : il est une légende, Encrage, 2011[4].

## Éditions françaises
Je suis une légende de Richard Matheson, traduit de l'américain par Claude Elsen, a connu différentes éditions françaises :
- Denoël, coll. Présence du futur no 10, 1955 ; rééditions en 1969, 1972, 1977, 1979, 1981, 1983  (ISBN 2-207-30010-2), 1987, 1990  (ISBN 2-207-50010-1), 1991, 1993, 1998 et 1999 ;
- Denoël, coll. « Les chefs-d'œuvre de la science fiction et du fantastique », 1972 ;
- C.A.L., coll. « Les chefs-d'œuvre de la science fiction et du fantastique », 1973.

Une nouvelle traduction de Nathalie Serval est parue aux éditions suivantes :
- Gallimard, coll. « Folio SF » no 53, 2001  (ISBN 2-07-041807-3), réédition en 2007  (ISBN 978-2-07-041807-7) ;
- dans Légendes de la nuit, Denoël, coll. « Lunes d'encre », 2003  (ISBN 2-207-25523-9) ;
- France Loisirs, 2014  (ISBN 2-7441-7508-0) ;
- dans Par delà la légende, Gallimard, coll. « Folio SF » no 499, 2014  (ISBN 978-2-07-046157-8).

Parution d'un extrait du roman dans :
- Découvrir la science-fiction, Seghers, Coll. Anthologie-jeunesse, 1975.

Il existe également une édition française en livre audio lue par cinq comédiens (Victor Vestia, Frédéric Sauzay, Barbara Grau, Philippe Ledem et Karin de Demo) avec bruitages et ambiances sonores, SonoBooK 2006.